# 山本さくら (シンガーソングライター)
山本さくら（やまもとさくら）は、日本の女性ピアノ弾き語り系シンガーソングライターである。
2015年東京マラソンに出場し、完走した直後にフジテレビの生放送で自身作詞・作曲の応援歌「ランナー」を生歌で披露するという離れ業をやってのけ話題になる。
2016年10月5日に発足した日本のポピュラー音楽界初の"コモンレーベル"S&Lミュージックのアドバイザーを務める。

## アルバム
- この空の下のどこかで（2010年、sacranberryrecords、SRBC-001：8曲収録）
- FLOWERS（2016年、sacranberryrecords、SRBC-002：テレビで披露した「ランナー」を含む10曲収録）